# Borosoaia, Iași
Borosoaia este un sat în comuna Plugari din județul Iași, Moldova, România. Localitatea are o populație estimată la aproximativ 3.700 de locuitori și este cunoscută pentru activitatea agricolă predominantă, dar și pentru istoria sa veche, fiind atestată documentar din secolul al XVI-lea.
Denumirea „Borosoaia” apare în forme arhaice precum „Borosenii”, fiind menționată astfel în documente din secolul al XVI-lea. Se presupune că numele provine de la o familie de boieri sau de la o denumire geografică locală.
Borosoaia este situată în nord-estul județului Iași, aproape de granița cu județul Botoșani. Satul face parte din comuna Plugari și este conectat prin drumuri județene la localitățile învecinate, printre care Plugari, Todirești, și Hălceni.
La recensământul din 2022, satul era înregistrat cu o populație de 1.432 de persoane.
Economia locală este bazată în principal pe agricultură, activitate tradițională care implică atât cultura cerealelor, cât și creșterea animalelor. Terenurile fertile din zonă au fost utilizate intensiv încă din perioada interbelică.
În Borosoaia funcționează o școală generală și o grădiniță. În curtea școlii este amenajat un muzeu sătesc, care păstrează obiecte tradiționale și documente referitoare la istoria și cultura satului.